# The Renunciation
Pour plus de détails, voir Fiche technique et Distribution.
The Renunciation est un court métrage muet de 1909 réalisé par D. W. Griffith et mettant en vedette Mary Pickford. Il a été produit et distribué par la société Biograph.

## Synopsis
Deux mineurs qui se disputent la même femme, sont sur le point de commettre l'irréparable mais la femme leur présente alors son fiancé qui vient d'arriver.

## Distribution
- Mary Pickford : Kittie Ryan
- Anthony O'Sullivan : Steve Ryan, l'oncle de Kittie
- James Kirkwood : Joe Fielding
- Harry Solter : Sam Walters
- Billy Quirk : le fiancé de Kittie